# سید ابوالحسن مصطفوی غمام
سید ابوالحسن مصطفوی غمام نماینده مردم شهرستانهای رزن و درگزین، در دوره دوازدهم مجلس شورای اسلامی است.